# Arujá
Arujá is een gemeente in de Braziliaanse deelstaat São Paulo. De gemeente telt 80.922 inwoners (schatting 2009).

## Aangrenzende gemeenten
De gemeente grenst aan Guarulhos, Itaquaquecetuba, Mogi das Cruzes en Santa Isabel.

## Geboren
- Wellington Brito da Silva, "Tom" (1985), Braziliaans-Bulgaars voetballer
- Everton Ribeiro (1989), voetballer